# Asleep at the Wheel
Asleep at the Wheel ist eine erfolgreiche Country-Formation, die seit Anfang der 1970er im Geschäft ist und deren Musik zum Western Swing gerechnet wird. In ihrer langen Karriere mit zahlreichen personellen Umbesetzungen und Labelwechseln wurde sie mit insgesamt acht Grammys ausgezeichnet.

## Geschichte

### Anfänge
Asleep at the Wheel wurden Ende 1969 vom Sänger und Gitarristen Ray Benson (* 16. März 1951 in Philadelphia), dem Drummer Leroy Preston und dem Steelgitarrist Reuben Gosfield (* 22. April 1951) gegründet. Wenig später schloss sich ihnen die Gitarristin und Sängerin Chris O’Donnel (* 22. März 1953 in Williamsport, Maryland) an.
1971 wurde Joe Kerr ihr Manager und der Keyboarder Floyd Domino eingestellt. Die Band zog nach San Francisco, wo sie vom Berkeley's Long Branch Saloon engagiert wurde. Nachdem man sich in der lokalen Szene einen Namen gemacht hatte, erhielt die Gruppe 1972 von United Artists Records einen Schallplattenvertrag. Nach Erscheinen des ersten, allerdings erfolglosen Albums Comin' Right at Ya, zog man 1974 nach Austin, Texas. Das zweite Album erschien 1974 beim Epic-Label. Es deckte ein breites musikalische Spektrum ab, das vom traditionellen Country über Blues bis hin zum Jazz reichte. Mit der Single Choo Choo Ch'Boogie konnte erstmals ein Charterfolg verbucht werden.

### Karriere
Nachdem mit Lisa Silver und Bobby Womack zwei weitere Musiker zu der Gruppe gestoßen waren, wechselte man 1975 zum Capitol-Label. Aus dem Album Texas Gold wurden mehrere erfolgreiche Singles ausgekoppelt, von denen sich The Letter That Johnny Walker Read in der Top-10 platzieren konnte. Auch das nächste Album, das 1976 mit einigen neuen Musikern eingespielte Wheelin' And Dealin'  erzielte hohe Verkaufszahlen. Wieder wurden mehrere erfolgreiche Singles ausgekoppelt. Der Song Route 66 erhielt eine Grammy-Nominierung. Asleep at the Wheel umfasste mittlerweile 11 Bandmitglieder. Die Gruppe war zu einem gefragten Live-Act geworden und unternahm zahlreiche Tourneen. 1978 wurde ihr Instrumental-Stück One O’Clock Jump mit einem Grammy ausgezeichnet.
1980 gab es eine größere personelle Umbesetzung. Die auf neun Köpfe reduzierte Gruppe bestand anschließend aus Ray Benson, Chris O’Donnel, Reuben Gosfield, Danny Levin, Pat Ryan und den neuen Mitgliedern John Nicholas, Walter Horton, Spencer Starnes und Fran Christina. Nach Abschluss der Umbesetzung und einem Wechsel zum MCA-Label war allerdings eine längere Durststrecke zu überwinden, die bis Mitte der 1980er Jahre andauerte. Um finanziell überleben zu können, war die Band gezwungen, Werbeaufnahmen und Filmmusik zu produzieren. Erst 1987 konnte die Band nach einem Wechsel zum Epic-Label wieder an die alten Erfolge anknüpfen. Die Single House of Blue Lights konnte sich in der Top-20 platzieren und die Band erhielt erneut einen Grammy für ein Instrumentalstück.
Nach weiteren personellen Veränderungen wurde 1988 das Album Western Standard Time produziert. Die ausgekoppelte Single Sugar Foot Rag wurde mit einem Grammy ausgezeichnet. 1989 nahm Asleep at the Wheel am Londoner Wembley Festival teil. Nach einem Wechsel zum Arista-Label und weiteren erfolgreichen Alben kam es 1993 wiederum zu einer umfangreichen personellen Reorganisation. Die Gründungsmitglieder Reuben Gosfield und Chris O’Donnel stiegen aus. Von der ursprünglichen Besetzung war nur noch Ray Benson dabei.
1995 gab es anlässlich des 25-jährigen Bestehens ein großes Konzert in Austin, an dem neben etlichen Größen der Country-Szene auch viele ehemalige Band-Mitglieder teilnahmen. Im Laufe der Jahre gehörten ca. 80 Musiker als Mitglied zu Asleep at the Wheel. Dennoch ist der Sound relativ konstant geblieben. Bemerkenswert ist auch der ständige Label-Wechsel.

## Diskografie

### Alben
| Jahr | Titel                                                                     | Höchstplatzierung, Gesamtwochen, AuszeichnungChartplatzierungen (Jahr, Titel, Platzierungen, Wochen, Auszeichnungen, Anmerkungen) | Höchstplatzierung, Gesamtwochen, AuszeichnungChartplatzierungen (Jahr, Titel, Platzierungen, Wochen, Auszeichnungen, Anmerkungen) | Anmerkungen                                      |
| Jahr | Titel                                                                     | US | Country | Anmerkungen                                      |
| ---- | ------------------------------------------------------------------------- | --- | --- | ------------------------------------------------ |
| 1975 | Texas Gold                                                                | US136 (7 Wo.)US | Country7 (17 Wo.)Country |                                                  |
| 1976 | Wheelin’ & Dealin’                                                        | US179 (3 Wo.)US | Country19 (12 Wo.)Country |                                                  |
| 1977 | The Wheel                                                                 | US162 (4 Wo.)US | Country31 (7 Wo.)Country |                                                  |
| 1980 | Framed                                                                    | US191 (2 Wo.)US | — |                                                  |
| 1987 | 10                                                                        | — | Country16 (39 Wo.)Country |                                                  |
| 1988 | Western Standard Time                                                     | — | Country34 (33 Wo.)Country |                                                  |
| 1990 | Keepin’ Me Up Nights                                                      | — | Country73 (2 Wo.)Country |                                                  |
| 1993 | Tribute to Bob Wills                                                      | US159 (7 Wo.)US | Country35 (22 Wo.)Country |                                                  |
| 1997 | Merry Texas Christmas, Y’All                                              | — | Country75 (1 Wo.)Country |                                                  |
| 1999 | Ride with Bob                                                             | — | Country24 (43 Wo.)Country |                                                  |
| 2009 | Willie and the Wheel                                                      | US90 (7 Wo.)US | Country13 (30 Wo.)Country | mit Willie Nelson                                |
| 2010 | It’s a Good Day                                                           | — | Country57 (2 Wo.)Country |                                                  |
| 2015 | Still the King: Celebrating the Music of Bob Wills and His Texas Playboys | US187 (1 Wo.)US | Country11 (11 Wo.)Country |                                                  |
| 2015 | Willie Nelson and Friends                                                 | — | Country39 (1 Wo.)Country | mit Willie Nelson, Tanye Tucker & Shirley Collie |

Weitere Alben
- 1973: Comin’ Right at Ya
- 1974: Asleep at the Wheel
- 1975: Fathers & Sons
- 1978: Collision Course
- 1979: Served Live
- 1985: Pasture Prime
- 1985: Asleep at the Wheel
- 1991: Asleep At The Wheel-Live & Kickin’ Greatest Hits
- 1992: Route 66
- 1995: The Wheel Keeps on Rollin’
- 1997: Back to the Future Now – Live at Arizona...
- 2003: Take Me Back to Tulsa
- 2003: Wide Awake!: Live in Oklahoma
- 2003: Live at Billy Bob’s Texas
- 2003: Remembers the Alamo
- 2006: Live from Austin, TX
- 2007: Reinventing the Wheel
- 2007: Kings of Texas Swing
- 2007: Santa Loves to Boogie
- 2007: Asleep at the Wheel with The Fort Worth Symphony Orchestra
- 2018: New Routes
- 2020: Stepping Westwards (Sausalito, California '73)
- 2021: Half A Hundred Years
- 2021: Back on the Highway (Live 1985)

### Singles
| Jahr | Titel Album                                   | Höchstplatzierung, Gesamtwochen, AuszeichnungChartsChartplatzierungen (Jahr, Titel, Album, Platzierungen, Wochen, Auszeichnungen, Anmerkungen) | Anmerkungen         |
| Jahr | Titel Album                                   | Country | Anmerkungen         |
| --- | --------------------------------------------- | --- | ------------------- |
| 1974 | Choo Choo Ch’Boogie Asleep at the Wheel       | Country69 (8 Wo.)Country |                     |
| 1975 | The Letter That Johnny Walker Read Texas Gold | Country10 (18 Wo.)Country |                     |
| 1975 | Bump, Bounce, Boogie Texas Gold               | Country31 (11 Wo.)Country |                     |
| 1976 | Nothin’ Takes the Place of You Texas Gold     | Country35 (11 Wo.)Country |                     |
| 1976 | Route 66 Wheelin’ and Dealin’                 | Country48 (8 Wo.)Country |                     |
| 1976 | Miles and Miles of Texas Wheelin’ and Dealin’ | Country38 (10 Wo.)Country |                     |
| 1978 | Texas Me and You Collision Course             | Country75 (6 Wo.)Country |                     |
| 1987 | Way Down Texas Way Ten                        | Country39 (14 Wo.)Country |                     |
| 1987 | House of Blue Lights Ten                      | Country17 (18 Wo.)Country |                     |
| 1987 | Boogie Back to Texas Ten                      | Country53 (7 Wo.)Country |                     |
| 1988 | Blowin’ Like a Bandit Ten                     | Country59 (9 Wo.)Country |                     |
| 1988 | Walk On By Western Standard Time              | Country55 (6 Wo.)Country |                     |
| 1988 | Hot Rod Lincoln Western Standard Time         | Country65 (11 Wo.)Country |                     |
| 1990 | Keepin’ Me Up Nights                          | Country54 (4 Wo.)Country |                     |
| 1990 | That’s the Way Love Is Keepin’ Me Up Nights   | Country60 (14 Wo.)Country |                     |
| 1991 | Dance with Who Brung You Keepin’ Me Up Nights | Country71 (2 Wo.)Country |                     |
| 1994 | Corine, Corina Tribute to Bob Wills           | Country73 (1 Wo.)Country | feat. Brooks & Dunn |
| Folgende Lieder erschienen nicht als Single, wurden aber durch das Album zum Download und Streaming bereitgestellt und konnten somit eine Platzierung erlangen: |                                               | |                     |
| |                                               | |                     |
| 2000 | Roly Poly Ride with Bob                       | Country65 (1 Wo.)Country | feat. Dixie Chicks  |

Weitere Singles
- 1973: Before You Stop Loving Me
- 1973: Daddy’s Advice
- 1974: Don’t Ask Me Why
- 1977: Trouble with Lovin’ Today
- 1977: Let’s Face Up
- 1978: Ghost Dancer
- 1979: Too Many Bad Habits
- 1980: Don’t Get Caught Out in the Rain
- 1989: Chattanooga Choo Choo
- 1993: Red Wing
- 1994: Blues for Dixie
- 1995: Hightower
- 1996: Lay Down Sally
- 2007: Am I Right (Or Amarillo)
- 2021: Better Times (EP)

## Auszeichnungen (Auswahl)
| Jahr | Org.   | Award                                      | Titel              |
| ---- | ------ | ------------------------------------------ | ------------------ |
| 1979 | Grammy | Best Country Instrumental Performance      | „One O’Clock Jump“ |
| 1988 | Grammy | Best Country Instrumental Performance      | „String of Pars“   |
| 1989 | Grammy | Best Country Instrumental Performance      | „Sugarfoot Rag“    |
| 1994 | Grammy | Best Country Instrumental Performance      | „Red Wing“         |
| 1995 | Grammy | Best Country Performance by a Duo or Group | „Blues for Dixie“  |
| 1996 | Grammy | Best Country Instrumental Performance      | „Hightow“          |
| 2000 | Grammy | Best Country Instrumental Performance      | „Bob’s Breakdowns“ |
| 2001 | Grammy | Best Country Performance by a Duo or Group | „Cherokee Maiden“  |